# Guébestroff
Guébestroff és un municipi francès, situat al departament del Mosel·la i a la regió del Gran Est. L'any 2007 tenia 52 habitants.

## Demografia

### Població
El 2007 la població de fet de Guébestroff era de 52 persones. Hi havia 15 famílies, de les quals 3 eren unipersonals (3 dones vivint soles i 3 dones vivint soles), 3 parelles sense fills, 6 parelles amb fills i 3 famílies monoparentals amb fills.
La població ha evolucionat segons el següent gràfic:
Habitants censats

### Habitatges
Tots els 17 habitatges que hi havia el 2007 eren l'habitatge principal de la família. 15 eren cases i 2 eren apartaments. Dels 17 habitatges principals, 14 estaven ocupats pels seus propietaris i 3 estaven llogats i ocupats pels llogaters; 1 tenia tres cambres, 6 en tenien quatre i 10 en tenien cinc o més. 11 habitatges disposaven pel capbaix d'una plaça de pàrquing. A 7 habitatges hi havia un automòbil i a 10 n'hi havia dos o més.

### Piràmide de població
La piràmide de població per edats i sexe el 2009 era:
| Homes | Edats   | Dones |
| ----- | ------- | ----- |
| 0     | 95 o +  | 0     |
| 0     | 90 a 94 | 0     |
| 0     | 85 a 89 | 4     |
| 0     | 80 a 84 | 0     |
| 0     | 75 a 79 | 0     |
| 0     | 70 a 74 | 0     |
| 0     | 65 a 69 | 0     |
| 0     | 60 a 64 | 0     |
| 0     | 55 a 59 | 0     |
| 0     | 50 a 54 | 0     |
| 0     | 45 a 49 | 0     |
| 0     | 40 a 44 | 0     |
| 8     | 35 a 39 | 4     |
| 0     | 30 a 34 | 0     |
| 4     | 25 a 29 | 8     |
| 0     | 20 a 24 | 0     |
| 0     | 15 a 19 | 0     |
| 8     | 10 a 14 | 0     |
| 4     | 5 a 9   | 0     |
| 4     | 0 a 4   | 4     |

## Economia
El 2007 la població en edat de treballar era de 28 persones, 21 eren actives i 7 eren inactives. De les 21 persones actives 19 estaven ocupades (10 homes i 9 dones) i 2 estaven aturades (1 home i 1 dona). De les 7 persones inactives 1 estava jubilada, 3 estaven estudiant i 3 estaven classificades com a «altres inactius».
Activitats econòmiques
L'únic establiment que hi havia el 2007 era d'una empresa de construcció.
L'únic servei als particulars que hi havia el 2009 era una fusteria.

## Poblacions més properes
El següent diagrama mostra les poblacions més properes.